# Seuneubok Bayu (Banda Alam)
Seuneubok Bayu is een bestuurslaag in het regentschap Aceh Timur van de provincie Atjeh, Indonesië. Seuneubok Bayu telt 345 inwoners (volkstelling 2010).